# Ruské korunovační klenoty

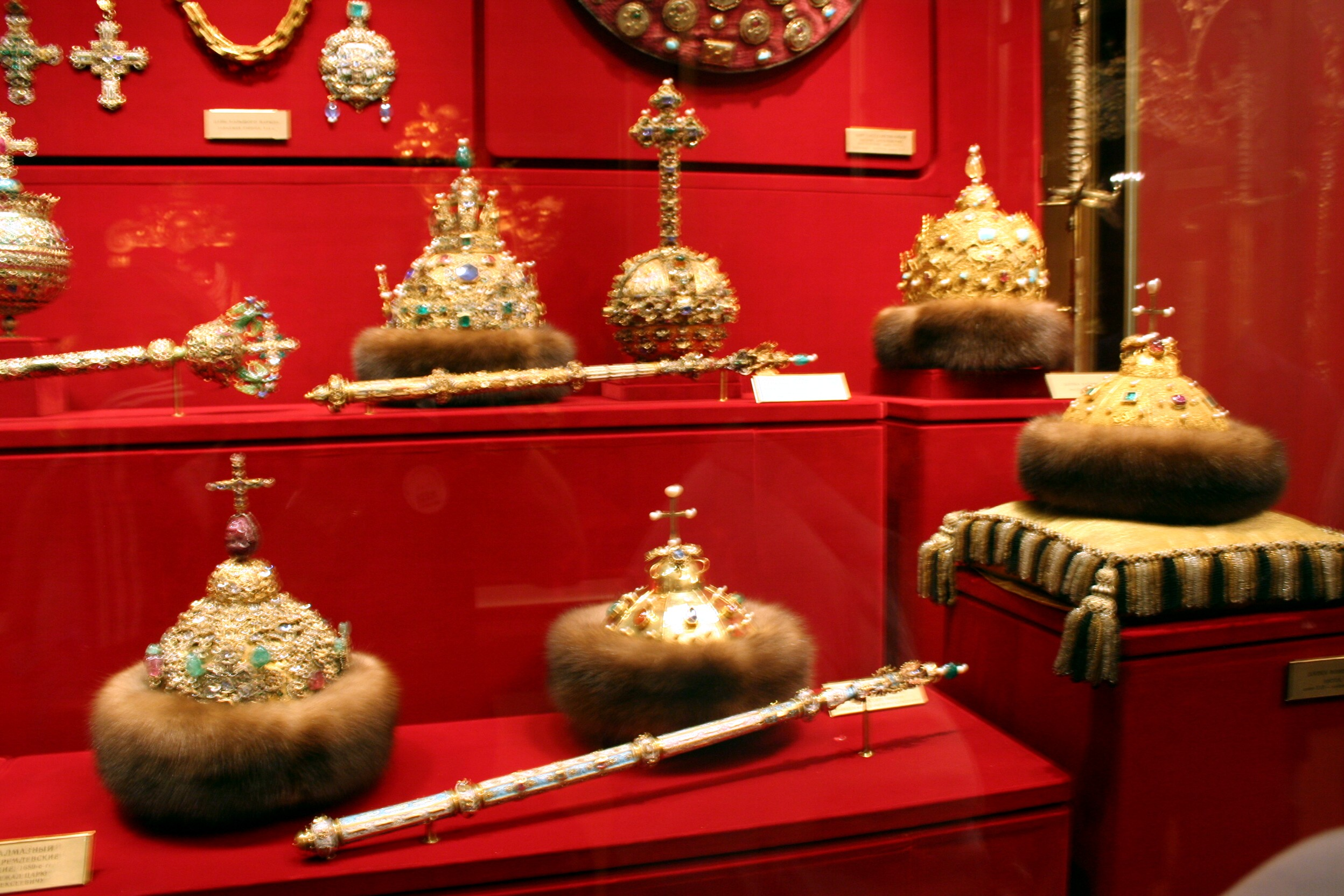
Historické regálie Ruských panovníků ve vitríně v moskevském Kremlu.

Ruské korunovační klenoty jsou panovnické insignie, určené ke korunovaci ruských panovníků. Jedná se o více klenotů, které jsou většinou uloženy v Moskevském kremelském muzeu a Diamantovém fondu.

## Nejstarší ruské regálie

### Rjazaňskébarmy
Barmy ze Staré Rjazaně (zlatem a perlami zdobené límce s vyobrazeními svatých). Tyto dvě sady historických barem byly vytvořeny na konci 12. nebo na začátku 13. století v ruském městě Stará Rjazaň a patřily místním knížatům. Roku 1237 bylo město dobyto a zničeno Tatary a barmy pak ležely 600 let pohřbené v zemi. Roku 1822 byly barmy znovu objeveny a nalezly své místo ve Zbrojnici moskevského Kremlu.

### Čapka Monomacha
Čapka Monomacha také koruna Monomachova je nejstarší panovnickou korunou Ruska. Byla použita při korunovačním obřadu všech panovníků Rusi v  letech 1498 až 1682. Koruna je zmiňována v knížecích testamentech ještě z dob Ivana Kality, přičemž byla majetkem a drahocenným klenotem knížat. Její jméno je spojeno s ruskou legendou z 15. století, podle níž byla přivezena do Ruska za starých časů jako dar byzantského císaře Konstantina Monomacha. Otázka jejího původu není dodnes zcela jasná, avšak pravděpodobně nebyla vyrobena v Byzanci, nýbrž je dílem arabského orientálního umění z konce 8. nebo počátku 9. století.
Nejstarší část koruny sestává z osmi zlatých destiček zdobených velmi jemným zlatým krajkovým tepáním ve tvaru šesticípých růžicových hvězd a lotosových květů. Polokulový vršek s křížem, lemování ze sobolí kožešiny, perly a drahokamy jsou z pozdější doby. Váží 698 gramů a je nejstarší ruskou korunou. V době od 15. do 17. století, byla čapka Monomacha, symbolem moci, používána při obřadu inaugurace panovníka carské Rusi. V první čtvrtině 18. století, po reformách Petra Velikého, byl inaugurační ceremoniál nahrazen korunovací, přičemž hlavním atributem se stala imperiální koruna. Od 18. století čapka Monomacha sloužila jako heraldická koruna carství Velká, Malá a Bílá Rus".

### Kazaňská koruna

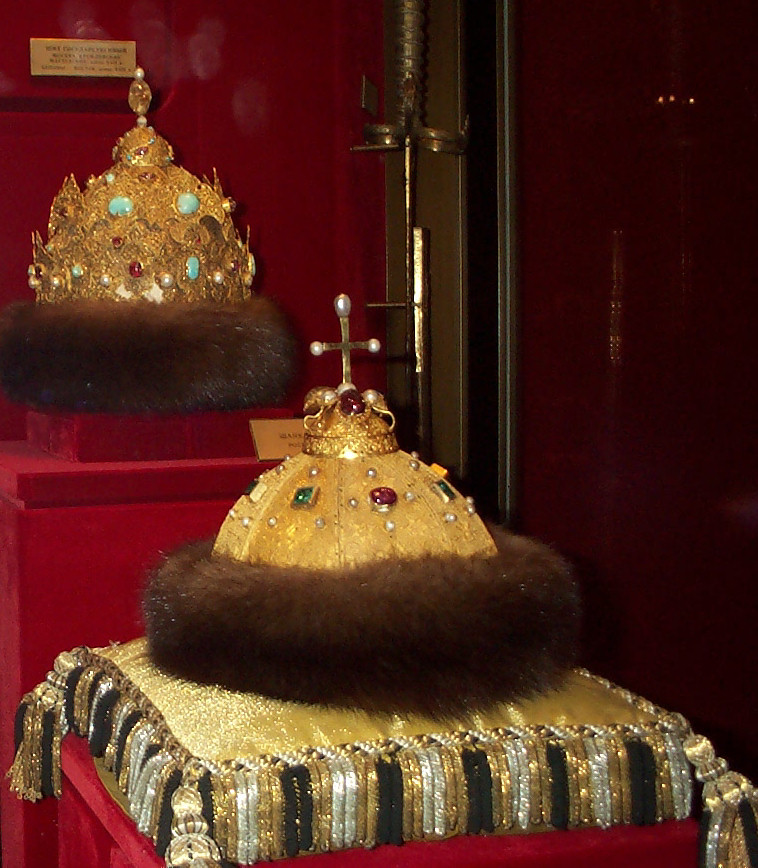
Dvě nejstarší ruské panovnické koruny – "Monomachova čapka" a kazaňská koruna.

Kazaňská koruna – koruna z Kazaně náležela Jadegaru Mohammedovi, poslednímu tatarskému vladaři kazaňského státu a měla vzniknout v souvislosti s jeho konverzí k pravoslaví a přijetím jména Semen. Tato koruna ze 16. století je druhá nejstarší v Rusku. Zlatá koruna je poseta perlami, granáty a tyrkysy. Sobolí kožešina je byla přidána pro větší pohodlí. Kazaňská koruna se datuje do roku 1553. Poprvé byla zmíněna jako součást pokladu cara Ivana Hrozného, jehož panování bylo poznamenáno řadou vynikajících zásluh v ruské historii. Mezi ně patřilo i dobytí Kazaně v říjnu 1552 a začlenění Kazaňského chanátu do ruského státu. Drahocenná koruna mohla být vytvořena moskevskými dvorními nebo tatarskými zlatníky po úspěšném vyřešení “východního problému”, tolik důležitého pro další expanzi Ruského carství. Její pojmenování zřejmě mělo připomínat slavné vítězství ruských bojovníků. Vzhled koruny kombinoval ruské národní a východní umělecké tradice. Některé prvky připomínají zdobení podle tradic ruských chrámů tehdejší doby. V téže době kombinace kamenů, např. červených turmalínů a rubínů s modrými tyrkysy a rytými ornamenty splétaných rostlin na vykládaném pozadí představují orientální umělecký vliv. Od 18. století koruna sloužila jako heraldická koruna "Carství kazaňského".